# Juul Stinissen
Juul Stinissen (Antwerpen, 2 juni 1921 - Leuven, 21 januari 2005) was hoogleraar psychologie aan de Katholieke Universiteit Leuven. Samen met onder andere Joseph R. Nuttin bouwde hij het Nederlandstalig "Intstituut voor Toegepaste Psychologie" van A. Michotte uit tot een heuse Faculteit voor Psychologische en Pedagogische Wetenschappen. 

## Levensloop
Zijn specialiteit was psychodiagnostiek. Hij was auteur van een collectieve intelligentietest, een collectieve geheugenschaal, en talloze vertalingen en aanpassingen, her-normeringen van buitenlandse (voornamelijk Amerikaanse) testen. Zo was hij onder meer mede-auteur van de eerste Nederlandstalige versie van de WAIS.
Hij speelde een belangrijke rol bij de opleiding van een hele generatie PMS-psychologen en –pedagogen op het vlak van psychodiagnostiek en studiekeuzebegeleiding.

Na zijn emeritaat vatte hij zelf nog een universitaire studie aan en werd doctor in de geschiedenis. Hij leverde verschillende bijdragen aan geschiedkundige werken.
In Peer is de stadsbibliotheek naar hem vernoemd.
- Gemeinsame Normdatei: 119370964
- International Standard Name Identifier: 0000 0000 6148 3721
- Library of Congress Control Number: n78092907
- Nederlandse Thesaurus van Auteursnamen: 072226412
- Système universitaire de documentation: 097997099
- Virtual International Authority File: 54956519
- WorldCat: E39PBJx8HTTHPb9dPFgYFQxbh3